# Gandakasia potens
Gandakasia potens és una espècie de cetaci extint de la família dels ambulocètids que visqué durant l'Eocè. Se n'han trobat restes fòssils al Pakistan.